# Konstantin Kravchuk
Konstantin Kravchuk, né le 23 février 1985 à Moscou, est un joueur de tennis russe, professionnel depuis 2004.

## Carrière
Il atteint son meilleur classement en novembre 2016 avec une 78e place au classement ATP.
Il compte trois titres Challenger en simple à son actif : Khanty-Mansiïsk en 2009, Busan et Tachkent en 2016 ; ainsi que treize titres en double.
Il est membre de l'équipe de Russie de Coupe Davis depuis 2013 avec Andrey Kuznetsov et Evgeny Donskoy. En septembre 2016, il permet à la Russie de se qualifier pour le groupe mondial en remportant le double avec Andrey Rublev lors des barrages contre la paire kazakhe composée d’Andrey Golubev et d'Aleksandr Nedovyesov.

## Parcours dans les tournois duGrand Chelem

### En simple
| Année | Open d'Australie | Open d'Australie | Internationaux de France | Internationaux de France | Wimbledon       | Wimbledon    | US Open         | US Open          |
| ----- | ---------------- | ---------------- | ------------------------ | ------------------------ | --------------- | ------------ | --------------- | ---------------- |
| 2014  | —                | —                | —                        | —                        | 1er tour (1/64) | Gilles Simon | —               | —                |
| 2015  | —                | —                | —                        | —                        | —               | —            | 1er tour (1/64) | Adrian Mannarino |
| 2016  | —                | —                | —                        | —                        | —               | —            | —               | —                |
| 2017  | 1er tour (1/64)  | John Isner       | 2e tour (1/32)           | Marin Čilić              | —               | —            | —               | —                |

N.B. : à droite du résultat se trouve le nom de l'ultime adversaire.

### En double
| Année | Open d'Australie | Open d'Australie | Internationaux de France | Internationaux de France | Wimbledon                   | Wimbledon         | US Open | US Open |
| ----- | ---------------- | ---------------- | ------------------------ | ------------------------ | --------------------------- | ----------------- | ------- | ------- |
| 2016  | —                | —                | —                        | —                        | 2e tour (1/16) D. Molchanov | R. Klaasen R. Ram | —       | —       |

N.B. : le nom du partenaire se trouve sous le résultat ; le nom des ultimes adversaires se trouve à droite.

## Parcours dans lesMasters 1000
| Année | Indian Wells        | Miami              | Monte-Carlo | Rome | Madrid | Canada | Cincinnati | Shanghai | Paris |
| ----- | ------------------- | ------------------ | ----------- | ---- | ------ | ------ | ---------- | -------- | ----- |
| 2017  | 1er tour F. Fognini | 1er tour F. Tiafoe | —           | —    | —      | —      | —          | —        | —     |

N.B. : sous le résultat se trouve le nom de l’ultime adversaire.

## Classements ATP en fin de saison
| Année          | 2004 | 2005 | 2006 | 2007 | 2008 | 2009 | 2010 | 2011 | 2012 | 2013 | 2014 | 2015 | 2016 | 2017 |
| Rang en simple | 704  | 687  | 449  | 360  | 276  | 231  | 146  | 182  | 267  | 181  | 211  | 140  | 85   | 275  |
| Rang en double | 1544 | 401  | 540  | 484  | 426  | 280  | 302  | 212  | 154  | 136  | 127  | 226  | 146  | 635  |

Source : (en) Classements de Konstantin Kravchuk sur le site officiel de la Fédération internationale de tennis